# 亚述拉比二世
亚述拉比二世（英語：Ashur-rabi II）（？—前973年），中亚述时期的亚述国王（公元前1016年—公元前973年在位）亚述那西尔帕一世之子，继承亚述尼拉里四世之位。他在位43年，为亚述统治时间最长的君主之一。他统治时期曾派人赴地中海地区进行采石活动。他死后由其子亚述雷什伊希二世继承。
| 前任： 亚述尼拉里四世 | 亚述国王 前1016年－前973年 | 繼任： 亚述雷什伊希二世 |